# یواس‌اس کی وست (۱۸۶۲)
یواس‌اس کی وست (۱۸۶۲) (به انگلیسی: USS Key West (1862)) یک کشتی بود که طول آن ۱۵۶ فوت (۴۸ متر) بود. این کشتی در سال ۱۸۶۲ ساخته شد.